# صلاح الدين برمدا
صلاح الدين بن مصطفى بك برمدا (1917 - 1989) محامي وكاتب ومترجم سوري، شغل مناصب ادارية و سياسية منها رئيس بلدية حلب والمفتش العام في وزارة التربية السورية و مدير اذاعة حلب  و المدير العام للإذاعة و الانباء في دمشق .

## النشأة وتعليمه
ولد صلاح الدين في عام 1917 والده مصطفى برمدا (حاكم دولة حلب ورئيس محكمة التمييز السورية) وعمه القاضي عوني بك (النائب العام في حلب). درس في مدارس دمشق وتخرج من كلية الحقوق في جامعة دمشق. يجيد ثلاث لغات لعربية والفرنسية والإنجليزية.

## العمل الوظيفي
انتسب إلى وزارة التربية السورية وشغل عده مناصب منها مفتش العام في الوزارة وشغل منصب مدير للدعاية والانباء في عام 1950. وبعدها شغل منصب رئيس بلديه حلب وشغل أيضا منصب المفتش الثاني بوزارة الداخلية.
بعدها تفرغ للكتابة والترجمة.

## الوفاة
توفي في عام 1989 في دمشق، سوريا

## العمل الأدبي
قام بترجمة العديد من الكتب والمنشورات من اللغة الفرنسية إلى اللغة العربية ومنها:
- نادجا [6]
- جيمس جويس[7]
- بيانات السوريالية [8]
- الأواني المستطرقة [9]
- الولد الملعون [10]
- الممثلون الغافلون [11]
- اندريه بروتون [12]
- تاريخ الموسيقا الغربية [13]
- الفن تأويله وسبيله [14]
- أهل الإسلام [15]
- من الشعر النسائي الفرنسي الحديث [16]
- نظرات في هذا الزمان، أو، تأملات في النمو [17]